# Lijst van burgemeesters van Heel en Panheel
Dit is een lijst van burgemeesters van de voormalige Nederlandse gemeente Heel en Panheel. 

Deze gemeente ontstond op 1 januari 1821 uit de samenvoeging van de toenmalige gemeente Heel met Panheel, een deel van de toenmalige gemeente Pol en Panheel. Op 1 januari 1991 fuseerde Heel en Panheel met de gemeenten Beegden en Wessem tot een gemeente die wederom de naam Heel kreeg.
| Ambtsperiode  | Naam burgemeester          | Partij of stroming | Bijzonderheden |
| ------------- | -------------------------- | ------------------ | --- |
| 1821 - 1836   | Petrus Mathias Haegeraets  |                    | Voorafgaand burgemeester van Heel |
| 1836 - 1851   | Jean Gerard Hubert Hermans |                    | |
| 1851 - 1881   | Renier Severijns           |                    | Tevens burgemeester van Grathem (1861-1867) en van Wessem (1867-1873)                                                                       |
| 1881 - 1893   | Frans Hubert Tonnaer       |                    | Tevens burgemeester van Thorn (1866-1896)                                                                                                   |
| 1893 - 1924   | Christ. Hubert Houtackers  |                    | |
| 1924 - 1941   | Michiel (M.F.) Houtackers  |                    | Rond 1939 was mr. H.M.A.J. Spuisers, burgemeester van Grathem, vanwege de ziekte van Houtackers waarnemend burgemeester van Heel en Panheel |
| 1942 - 1943   | J.H. Schreurs              | NSB                | |
| 1943 - 1944   | P.J.J. Beursgens           | NSB                | Voorheen burgemeester van Hunsel |
| 1944 (- 1946) | Michiel (M.F.) Houtackers  |                    | |
| 1944 - 1946   | P.J. Jacobs                |                    | waarnemend |
| 1946 - 1981   | Piet (P.H.) Bongaarts      | KVP (DS'70)        | |
| 1982 - 1984   | Ton (A.G.H.) Gubbels       | CDA                | Tevens burgemeester van Grathem, eerder burgemeester van Broekhuizen, Amstenrade en Oirsbeek                                                |
| 1985 - 1991   | J.J.M. Simons              | CDA                | Tevens tijdens deel van deze periode burgemeester van Beegden; aansluitend burgemeester van Heel                                            |